# 320 pr. n. št.

## Dogodki
- Ptolemaj I. Soter vdre v Sirijo ter zavzame Jeruzalem.
- Ustanovljeno kraljestvo Atropatena, sedanji Azerbajdžan, ukinjena v 3. stoletju.

## Rojstva
- Antigon II. Gonat,  makedonski grški vladar († 239 pr. n. št.)
- Timoharis, grški astronom, filozof (približni datum) († okoli 260 pr. n. št.)

## Smrti
- Dejnostrat, grški matematik (približni datum) (* 390 pr. n. št.)
- Menehmo, grški matematik (približni datum) (* okoli 378 pr. n. št.)
- Perdik, makedonski vojskovodja in politik (* 355 pr. n. št.)